# Mycalesis rudis
Mycalesis rudis är en fjärilsart som beskrevs av Moore 1880. Mycalesis rudis ingår i släktet Mycalesis och familjen praktfjärilar. Inga underarter finns listade i Catalogue of Life.